# 岩森道子
岩森 道子（いわもり みちこ、1935年11月18日 - ）は、作家。山口県下関市生まれ。

## 経歴
京都女子大学短期大学部文学部国文科卒。結婚後、福岡県北九州市に住む。昭和50年/1975年より同人誌『海峡派』に加わる。
- 1986年「抱卵」第17回九州芸術祭文学賞の地区次席に。

- 1987年 九電女のエッセイ特選に選ばれる。
- 1987年「雪迎え」で第18回九州芸術祭文学賞の最優秀作受賞、第1回三島由紀夫賞候補、第99回芥川賞候補。
- 1988年「香水蘭」で第100回芥川賞候補。
- 1996年「噴水の向こうの風景」で第1回草枕文学賞受賞。[1]

## 著書
- 『雪迎え』あらき書店、2006年11月 ISBN 978-4905597339
- 『野仏(ノブツ)の瞽女(ゴゼ)』近代文芸社、1984年6月 ISBN 978-4896076035

## 注
1.芥川賞のすべて・のようなものhttps://prizesworld.com/akutagawa/kogun/kogun99IM.htm